# Hora

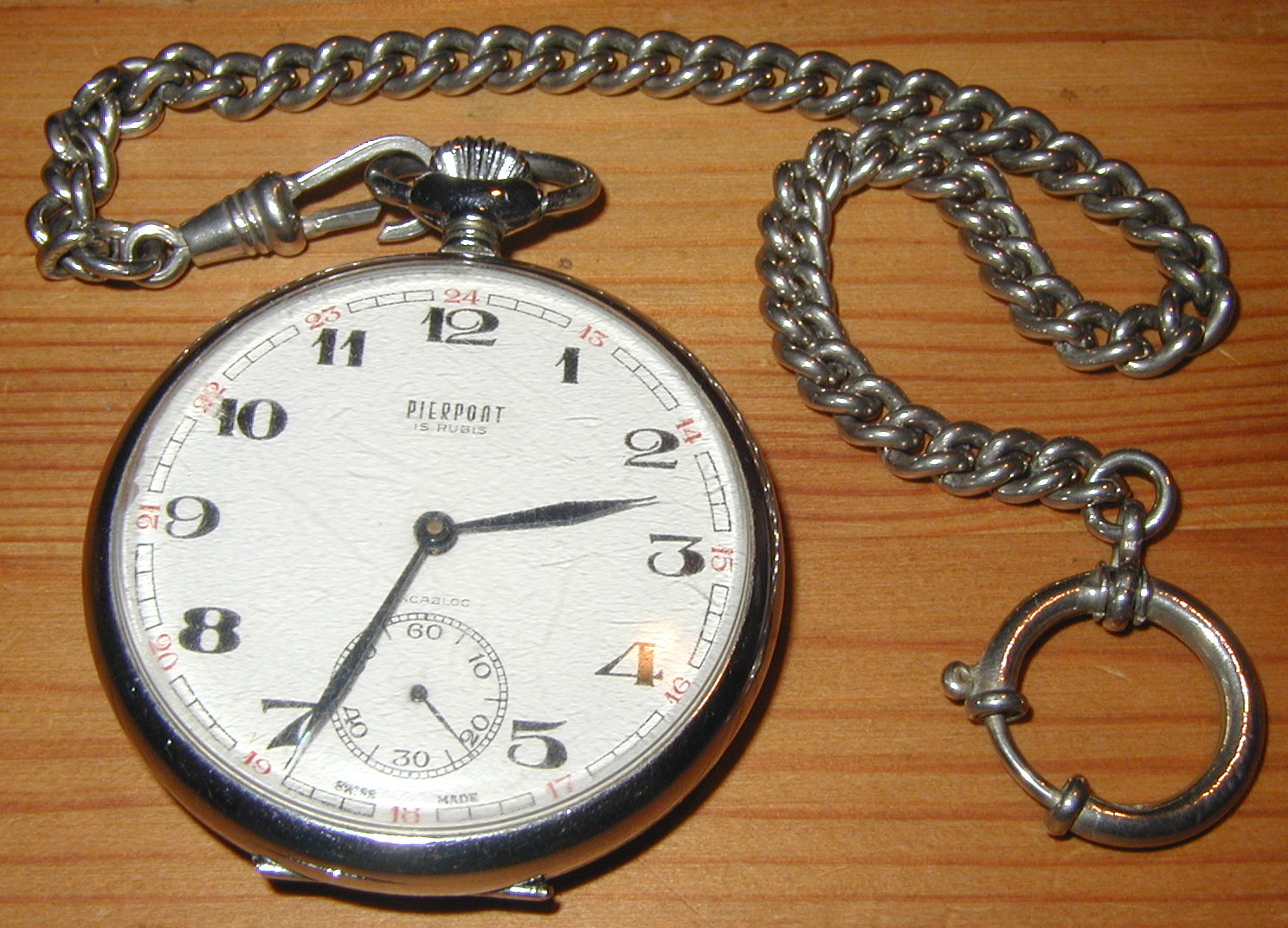
Los relojes de bolsillo se usan para medir el tiempo.

Medianoche a las 12:00 de la mañana en un reloj digital

Medianoche (o mediodía) a las 12:00 en un reloj de aguja

La hora es una unidad de tiempo que se corresponde con la vigésima cuarta parte de un día solar medio.
Se utiliza para el tiempo civil y comprende 60 minutos o 3600 segundos, aunque pequeñas irregularidades en la rotación de la Tierra hacen que sean necesarios ajustes. Dado que desde 1967 el segundo se mide a partir de propiedades atómicas muy precisas, para mantener los estándares de tiempo cercanos al día solar medio se utilizan segundos intercalares.
Un reloj se compone de 2 o 3 manecillas: el segundero (la manecilla de los segundos) hace 1 revolución en 1 minuto, el minutero (la manecilla grande) hace 1 revolución en 1 hora (60 min) y las horas (la pequeña manecilla) 1 vuelta en 12 horas. 
En castellano, el término hora no tiene abreviatura, pero si se utiliza como indicación del momento en que sucede o se hace una cosa en relación con cada una de las veinticuatro partes en que se divide el día y se escribe con cifras, opcionalmente puede emplearse el símbolo h, y en ese caso debe escribirse sin punto y es invariable en plural. No obstante, en países americanos que tienen al castellano como su idioma principal, es común que usen el sistema de 12 horas es decir, dividir las 24 horas en 12 horas; por ejemplo, en vez de ser las 01:00 h, serán las 1:00 a. m., en vez de ser las 13:00 h serán las 1:00 p. m., aunque se use para señalar un singular.
Se llama hora a la doceava parte del tiempo que transcurre desde la salida del Sol hasta su puesta. Los egipcios dividían el día en veinticuatro horas, doce con luz solar y doce nocturnas, sería este sistema el que adoptaron los griegos y los romanos. Estos últimos, primero aplicaron el sistema de doce horas diurnas y más tarde al cómputo de la noche, tiempo transcurrido desde la puesta del Sol hasta su salida, también fue dividida en doce horas. Este tipo de horas se medía mediante un reloj de sol o mediante una Clepsidra. Cuando un reloj mecánico utiliza estas horas, su rapidez debe ser cambiada cada mañana y tarde, por ejemplo cambiando el largo de su péndulo. La hora según esta definición está regulada según el Sistema Horario Temporario.
El tiempo, a su vez, puede ser medido a través del uso de un reloj. El propósito de establecer un horario, por ejemplo, consiste en indicar el momento preciso en que tendrá lugar un hecho futuro para que las personas puedan organizar su rutina.
Posteriormente, fue definida como la veinticuatroava parte del día solar aparente, lapso entre un mediodía y el siguiente, o entre una puesta de sol y la próxima. En esta definición las horas varían un poco, puesto que la duración del día solar aparente varía a lo largo del año. Cuando un reloj utiliza estas horas, debe ser ajustado unas pocas veces durante el mes. Según se tome como origen el paso del Sol por el Ocaso o el Orto se denominará Sistema Horario Itálico o Sistema Horario Babilónico respectivamente.

## Usos horarios
La hora es también una medida angular: la Tierra da una vuelta sobre sí misma en aproximadamente 24 horas, una hora equivale a 15° (o sea, la veinticuatroava parte de la circunferencia). En todo meridiano terrestre el paso del Sol se produce al mediodía; una hora después pasará por otro meridiano situado a 15° al oeste del primero y así sucesivamente hasta medianoche, en cuyo momento preciso se hallará en el antemeridiano del meridiano de origen. A partir de entonces, el Sol se acerca a este por levante, hasta volver al punto inicial 24 horas después.
Ahora bien, dada la forma esferoide del globo terrestre, la superficie limitada por dos meridianos separados por la distancia angular de 15° tiene la forma de un huso. Por convención universalmente adoptada, todos los relojes situados en el interior de un mismo huso horario indican la misma hora, aunque esa regla forzosamente tiene ciertas excepciones. Así, cuando una parte relativamente pequeña de un país se halla fuera del huso, se considera (para uniformar la hora nacional) que todo el territorio está en el huso principal. En los países muy extensos de este a oeste, como la Federación Rusa, Canadá o Estados Unidos, no existe una hora nacional, sino tantas horas como husos atraviesan el territorio. O en otros casos una parte de un país se puede sujetar a un horario, como por ejemplo el estado mexicano de Sonora que no cambia nunca su horario y mantiene la misma hora que su vecino estado fronterizo de Arizona.

## Diferencia horaria por estaciones del año
Ciertos países, aprovechando que el Sol se oculta más tarde en verano, instituyen unos meses al año la llamada hora de verano, es decir, adelantan todos los relojes de una hora, lo cual equivale a adoptar la hora del huso contiguo situado al este. Del mismo modo, en invierno se vuelve al huso horario original para aprovechar al máximo posible la luminosidad del Sol. En la Unión Europea este cambio tiene lugar en el mismo día para todos los Estados miembros.
En otros casos, razones geopolíticas incitan a un país a adoptar de modo permanente la hora correspondiente al huso vecino: España, ubicada en el huso 0 cambió a la hora del huso 1 (hora CET), con objeto de facilitar las relaciones con la parte Occidental y Central de la Unión Europea.

## Hora exacta
El conocimiento de la hora tiene muchas repercusiones, tiene mucha importancia en astronomía y en otros campos de la actividad humana. Por esa razón, existen servicios internacionales y nacionales encargados de conservar una hora exacta y de difundirla a los usuarios. Durante largo tiempo, la tarea de determinar la hora estuvo a cargo de astrónomos que se fundaban en los movimientos de los astros. En la actualidad, se utilizan relojes atómicos que indican la hora con una enorme precisión.
La hora exacta y oficial de España, se mantiene según el reloj atómico del Real Instituto y Observatorio de la Armada (ROA) de San Fernando (Cádiz).
En México la hora oficial la determina el Centro Nacional de Metrología (CENAM), dependiente de la Secretaría de Economía.
En Chile la hora oficial la determina el Servicio Hidrográfico y Oceanográfico de la Armada de Chile (SHOA).
En Colombia la hora oficial la determina el Instituto Nacional de Metrología de Colombia.
En Costa Rica la hora oficial la determina el Instituto Meteorológico Nacional de Costa Rica (IMN).

## Expresiones relacionadas con la hora
- A última hora. En el último momento.
- A buenas horas mangas verdes. Se suele emplear para demostrar que alguien ha hecho algo sin la oportunidad debida.[6]
- Enhorabuena. Felicitación que proviene de En hora buena.[7]
- En mala hora. En mal momento.[8]
- Horas canónicas. Las diferentes partes del oficio que la iglesia acostumbra rezar en distintas horas del día. Son: maitines, laudes, prima, tercia, sexta, nona, vísperas y completas.[9]
- Horas menores. Las canónicas de prima, tercia, sexta y nona que se componen uniformemente de un himno de tres salmos, un capítulo, un responsorio y una oración.[10]
- Horas muertas. Las muchas horas perdidas en una sola ocupación rutinaria.[11]
- Llegarle a uno su hora. Morir.[12]
- Nacer en buena o mala hora. Ser dichoso o desdichado.
- No se ganó Zamora en una hora. Indica que es preciso ser paciente.
- No ver uno la hora de hacer algo. Estar deseoso por hacerlo.
- Cuento las horas para que suceda. Esperar que algo suceda pronto.
- Tener uno sus horas contadas. Estar próximo a la muerte.[13]
- Ya era hora. Indica que algo debería haber sucedido antes.
- Dame hora. Expresión que se utiliza para pedir cita.
- La hora de la verdad. Momento definitorio en el que los acontecimientos ocultos se revelan, llegan a su fin.
- No toca ni quarts ni hores (catalán). Estar chiflado.

## Equivalencias de otras unidades de tiempo en horas
- Un día son 24 horas
- Una semana son 168 horas
- Un mes son 744 horas
- Un año son 8760 horas y en año bisiesto 8784 horas
- Un siglo múltiplo de 4 (como el siglo XX) tiene 876 600 horas
- Un siglo no múltiplo de 4 (como el siglo XIX) tiene 876 576 horas. Esto se debe a que en el calendario gregoriano los años terminados en 00 solo son bisiestos si son múltiplos de 400. Así, 2000 fue bisiesto, pero 1900 no lo fue.
- Un milenio equivale a 8 760 000 horas.